# Cymatophlebia
Cymatophlebia – wymarły rodzaj ważek z infrarzędu różnoskrzydłych i rodziny Cymatophlebiidae, jedyny z monotypowej podrodziny Cymatophlebiinae. Obejmuje 10 opisanych gatunków. Żyły w jurze i kredzie wczesnej.

## Morfologia
Ważki te miały skrzydła o gęstym użyłkowaniu, tworzącym liczne komórki. Postnodalne i postsubnodalne żyłki poprzeczne nie były równo ustawione. Wydłużona pterostygma miała żyłkę wspierającą. Sektor radialny spłaszczony był dobrze wyodrębniony i silnie zakrzywiony. Kilka szeregów komórek widniało w przestrzeni pomiędzy tym sektorem a żyłką interradialną drugą. Ta z kolei była wyraźnie pofalowana i biegła równolegle do również pofalowanej drugiej gałęzi żyłki radialnej tylnej; obie osiągały tylną krawędź skrzydła pod bardzo ukośnym kątem. Gałęzie pierwsza i druga żyłki radialnej tylnej na odcinku położonym nasadowo od pterostygmy miały przebieg niemal równoległy lub zbieżny, a między nimi mieściły się dwa lub trzy szeregi komórek. Pomiędzy żyłką interradialną drugą gałęzią 3/4 żyłki radialnej tylnej brały swój początek dwie wyraźne, porozgałęziane żyłki wtórne. Występowały dwie żyłki ukośne, z których dystalna była dłuższa i bardziej ukośna od nasadowej. Odwłok samców miał płaty genitalne wyrastające w kierunku brzuszno-bocznym z trzeciego tergitu oraz liściowatego kształtu przysadki odwłokowe.

## Taksonomia
Rodzaj ten wprowadzony został w 1886 roku przez Johannesa Victora Deichmüllera jako takson monotypowy. Jedyny zaliczony doń przez Deichmüllera gatunek klasyfikowany był wcześniej w rodzajach Libellula, Aeshna, Anax lub Petalia. W 1854 roku John Obadiah Westwood wprowadził rodzaj Libellulium dla gatunku Libellulium agrias. John Cowley w 1934 roku oraz Frank Morton Carpenter w 1992 roku uznali ów rodzaj za synonim Cymatophlebia. W 1996 roku Günter Bechly podzielił Cymatophlebiidae na dwie podrodziny, Valdaeshninae i monotypową Cymatophlebiinae, ich diagnozy zaś podał w 2001 roku wraz z współpracownikami. Libellulium zostało w jego publikacjach usunięte z synonimów Cymatophlebia i sklasyfikowane jako incertae sedis w obrębie rodziny, jako że nie da się wykluczyć jego przynależności do Valdaeshninae.
Do rodzaju tego zalicza się 10 opisanych gatunków:
- Cymatophlebia densa Bechly, 2001
- Cymatophlebia herrienae Bechly et al., 2001
- Cymatophlebia kuempeli Bechly et al., 2001
- Cymatophlebia longialata (Germar, 1839)
- Cymatophlebia pumilio Bechly et al., 2001
- Cymatophlebia purbeckensis Bechly et al., 2001
- Cymatophlebia standingae Jarzembowski, 1994
- Cymatophlebia suevica Bechly et al., 2001
- Cymatophlebia yixianensis Zheng et al., 2018
- Cymatophlebia zdrzaleki Jarzembowski, 1994

Skamieniałości C. standingae, C. yixianensis i C. zdrzaleki pochodzą z kredy wczesnej, pozostałych zaś gatunków z jury.